# Campeonato Alemán de Fútbol 1913
El Campeonato Alemán de Fútbol 1913 fue la 11.ª edición de dicho torneo. Participaron 7 equipos (6 campeones de las ligas regionales de fútbol del Imperio alemán y el defensor del título).

## Fase final

### Cuartos de final
| BFC Viktoria 1889 | 6 – 1 | SV Prussia-Samland Königsberg |

| FC Stuttgarter Kickers | 1 – 2 | Duisburger SpV |

| FC Askania Forst | 0 – 5 | VfB Leipzig |

FC Holstein Kiel clasifica automáticamente a las semifinales.

### Semifinales
| Duisburger SpV | 2 – 1 | FC Holstein Kiel |

| VfB Leipzig | 3 – 1 | BFC Viktoria 1889 |

### Final
| VfB Leipzig | 3 – 1 | Duisburger SpV |

|                                |
| Campeón VfB Leipzig 3.o título |